# 葛城神社 (鳴門市)
葛城神社（かつらぎじんじゃ）は、徳島県鳴門市北灘町粟田に鎮座する神社である。新四国曼荼羅霊場6番札所。

## 歴史
天円山南北麓に鎮座。天喜年間（1053年-1058年）に創建。
天智天皇が阿波国から大和国へ向かう際、当地で落馬し目を負傷、粟田の地で療養したと伝わる。祭神の一言主神は目の神様として知られ、境内には「御神水」と呼ばれる目の治療にご利益がある井戸がある。

## 祭神
- 一言主神（言離神）

## 祭事
- 11月5日 - 葛城神社秋祭り。高足駄のテングを先頭に練り歩き、毛槍・大毛槍の投げ渡しが行われる。やっこ行列の「ねり」は鳴門市無形文化財に指定されている。

## 境内
- 大国社、快神社、定水明神、膳夫神社 - 境内社
- 御神水 - 古くは「柳の井戸」と呼ばれ、祭神である一言主神が眼病の際に、この霊水で治療したと伝わる。
- 庖丁塚・めがね塚 - 使わなくなった包丁と眼鏡を供養。

## 前後の札所
新四国曼荼羅霊場
5 長寿寺 --- 6 葛城神社 --- 7 白鳥神社

## 交通
- JR鳴門線鳴門駅下車、バス「粟田北灘東小学校」下車、徒歩約15分。